# Dotalabrus
Dotalabrus is een geslacht van straalvinnige vissen uit de familie van lipvissen (Labridae).

## Soorten
- Dotalabrus alleni Russell, 1988
- Dotalabrus aurantiacus (Castelnau, 1872)